# Tiazofurin
Tiazofurin là chất ức chế IMP dehydrogenase. Tiazofurin và các chất tương tự của nó đang được nghiên cứu để sử dụng tiềm năng trong điều trị ung thư.